# Polarstern-Canyon
Koordinaten: 71° 30′ S, 21° 0′ W
Der Polarstern-Canyon ist ein Tiefseegraben im Weddell-Meer vor der Caird-Küste des ostantarktischen Coatslands.
Benannt ist er auf Vorschlag des Vermessungsingenieurs und Glaziologen Heinrich Hinze vom Alfred-Wegener-Institut nach dem deutschen Forschungsschiff Polarstern. Die Benennung wurde im Juni 1997 durch das US-amerikanische Advisory Committee on Undersea Features (ACUF) bestätigt.